# Notophthiracarus mastigos
Notophthiracarus mastigos är en kvalsterart som beskrevs av Wojciech Niedbała 2004. Notophthiracarus mastigos ingår i släktet Notophthiracarus och familjen Phthiracaridae. Inga underarter finns listade i Catalogue of Life.